# Шутки в сторону (фильм, 1963)
«Шутки в сторону» (фр. Blague dans le coin; другое название — «Шутки исподтишка») — французская кинокомедия 1963 года.

## Сюжет
Комик Джефф Бёрлингтон устроился на работу в казино «Эльдорадо». В его обязанности входило смешить зрителей между выступлениями танцовщиц. В это время хозяин казино Бредфорд решил по дешёвке прибрать к рукам другие заведения, которые принадлежали двум гангстерским группировкам Липпи и Стенберга. Чтобы воплотить свой план в жизнь, Бредфорд решает рассорить их. В эти события невольно оказывается втянутым Джефф.

## В ролях
- Фернандель — Джефф Бёрлингтон
- Франсуа Мэтр — Бредфорд
- Роже Дютуа — Липпи
- Жак Моно — Стенберг
- Перретт Прадье
- Элиана д'Альмейда
- Марк Мишель
- Билли Кирнс
- Анн-Мари Коффине
- Эрик Синклер
- Пьер Давид
- Дирк Сандерс
- Ненси Холловэй